# Canton de Brûlon
Le canton de Brûlon est une ancienne division administrative française située dans le département de la Sarthe et la région Pays de la Loire.

## Géographie
Ce canton était organisé autour de Brûlon dans l'arrondissement de La Flèche. Son altitude variait de 32 m (Tassé) à 128 m (Brûlon) pour une altitude moyenne de 73 m.

## Représentation

### Conseillers d'arrondissement (de 1833 à 1940)
| Période                                  | Période | Identité          | Étiquette | Qualité |
| ---------------------------------------- | ------- | ----------------- | --------- | --- |
| 1833                                     |         | Charles Bareau    |           | Notaire à Brûlon                                                                                            |
|                                          |         |                   |           | |
| 1919                                     | 1940    | Hippolyte Leturmy | RG        | Conseiller municipal de Brûlon                                                                              |
| 1940                                     |         |                   |           | Les conseils d'arrondissement ont été suspendus par la loi du 12 octobre 1940 et n'ont jamais été réactivés |
| Les données manquantes sont à compléter. |         |                   |           | |

### Conseillers généraux de 1833 à 2015
| Période | Période          | Identité                                                     | Étiquette              | Qualité |
| ------- | ---------------- | ------------------------------------------------------------ | ---------------------- | --- |
| 1833    | 1839 (démission) | Clément-Jacques Goupil                                       | Tiers parti            | Maire d'Avessé, député (1830-1837), nommé receveur particulier en 1839                                                  |
| 1839    | 1842 (décès)     | Comte Guillaume Jean-Baptiste d'Andigné de Resteau           | Majorité ministérielle | Ancien député (1822-1823, 1824-1830), propriétaire, maire de Maigné                                                     |
| 1842    | 1848             | Louis Joseph Ferdinand Gasselin                              |                        | Maire de Chantenay |
| 1848    | 1852             | Auguste-Toussaint Ozou                                       |                        | Maire de Neuvillette |
| 1852    | 1861             | François Armand Bert                                         |                        | Juge de paix et notaire à Brûlon                                                                                        |
| 1861    | 1877             | Comte Guy d'Andigné de Resteau (fils de Guillaume d'Andigné) | Droite                 | Maire de Maigné |
| 1877    | 1895 (décès)     | Louis Joseph Ferdinand Gasselin                              | Républicain            | Maire de Chantenay |
| 1895    | 1907             | Georges René de Mascarel de La Corbière                      | Républicain            | Médecin, maire de Brûlon                                                                                                |
| 1907    | 1914 (décès)     | Hippolyte Laroche                                            | Gauche radicale        | Ancien préfet, maire de Chantenay, député (1906-1914)                                                                   |
| 1914    | 1919             | siège vacant                                                 |                        | |
| 1919    | 1940             | Comte Henri d'Andigné (1879-1941)                            | URD                    | Vice-président de la chambre d'agriculture, maire de Maigné                                                             |
|         |                  |                                                              |                        | |
| 1943    | 1945             | Hippolyte Leturmy                                            | RG                     | Conseiller d'arrondissement, conseiller municipal de Brûlon, nommé conseiller départemental en 1943                     |
|         |                  |                                                              |                        | |
| 1945    | 1951             | Guy d'Andigné de Resteau (fils d'Henri d'Andigné)            | DVD                    | Propriétaire-exploitant à Maigné                                                                                        |
| 1951    | 1958             | Jean Letourneau                                              | MRP                    | Administrateur d'une entreprise de charbonnage, maire de Chevillé (1953-1963), député (1946-1956), ministre (1946-1953) |
| 1958    | 1982             | Alphonse Mayet                                               | SFIO puis DVG puis DVD | Instituteur Maire de Brûlon (1947-1977), vice-président du conseil général                                              |
| 1982    | 2001             | Pierre Poussin                                               | DVD                    | Cultivateur à Brûlon |
| 2001    | 2015             | Fabien Lorne                                                 | DVD                    | Chef d'entreprise, maire de Chevillé (2008-2020), vice-président du conseil général, élu en 2015 dans le canton de Loué |

Le canton participe à l'élection du député de la quatrième circonscription de la Sarthe.
Pierre Poussin a été nommé conseiller général honoraire du canton par arrêté préfectoral du 7 janvier 2003.

## Composition

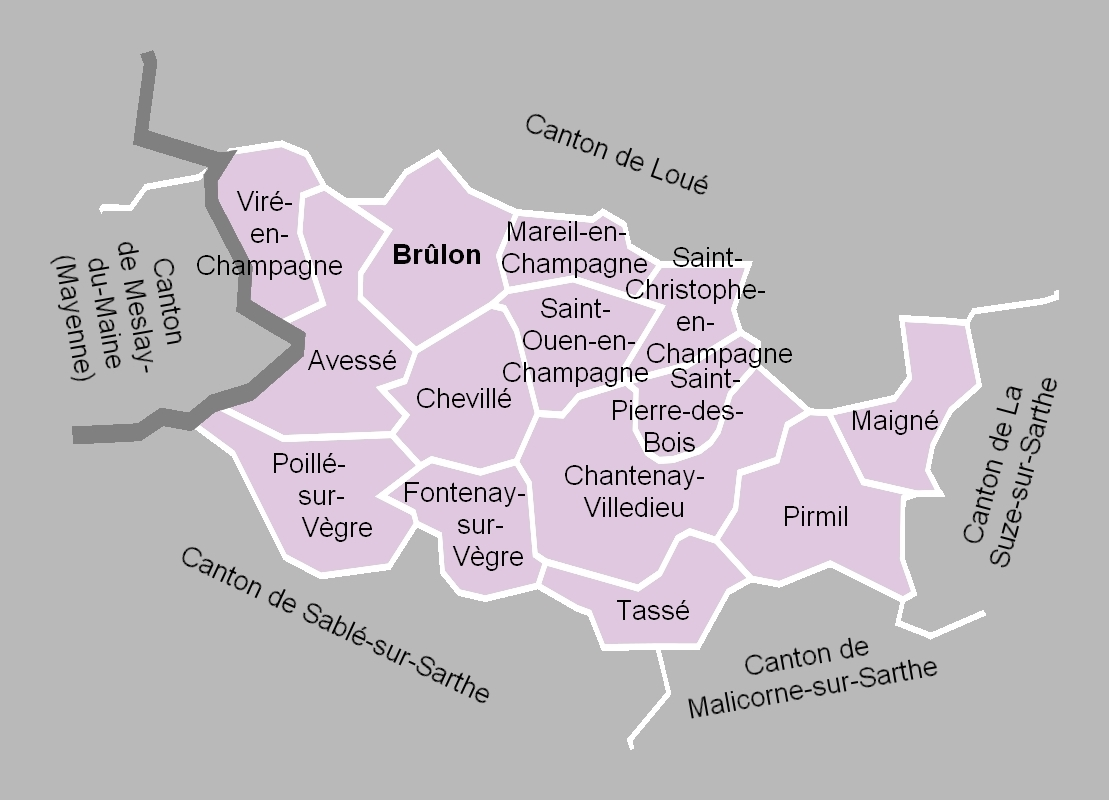
La carte des communes du canton. Les cantons limitrophes étaient ceux de Loué, de La Suze-sur-Sarthe, de Malicorne-sur-Sarthe, de Sablé-sur-Sarthe et de Meslay-du-Maine.

Le canton de Brûlon comptait 6 539 habitants en 2012 (population municipale) et regroupait quatorze communes :
- Avessé ;
- Brûlon ;
- Chantenay-Villedieu ;
- Chevillé ;
- Fontenay-sur-Vègre ;
- Maigné ;
- Mareil-en-Champagne ;
- Pirmil ;
- Poillé-sur-Vègre ;
- Saint-Christophe-en-Champagne ;
- Saint-Ouen-en-Champagne ;
- Saint-Pierre-des-Bois ;
- Tassé ;
- Viré-en-Champagne.

À la suite du redécoupage des cantons pour 2015, toutes les communes sont rattachées au canton de Loué.

### Ancienne commune
La commune de Villedieu, absorbée en 1839 par Chantenay, était la seule commune supprimée, depuis la création des communes sous la Révolution, incluse dans le territoire du canton de Brûlon. La commune prend alors le nom de Chantenay-Villedieu.

## Démographie
| 1962  | 1968  | 1975  | 1982  | 1990  | 1999  | 2006  | 2011  | 2012  |
| ----- | ----- | ----- | ----- | ----- | ----- | ----- | ----- | ----- |
| 6 944 | 6 238 | 5 515 | 5 106 | 5 039 | 5 532 | 6 172 | 6 522 | 6 539 |